# Charlotte Oxholm
Charlotte Elisabeth Vilhelmine Oxholm (født 22. december 1846 i Altona, død 8. januar 1922 i Kongens Lyngby) var en dansk/tysk maler.
Charlotte Oxholm var primært en portrætmaler, men har dog lavet altertavle til Tårnborg Kirke. Hun var elev af Anton Dorph og har haft studier i München.